# Wojciech Mecwaldowski
Wojciech Mecwaldowski (ur. 5 kwietnia 1980 w Dusznikach) – polski aktor filmowy, telewizyjny i teatralny.

## Życiorys
Przed rozpoczęciem studiów zajmował się handlem antykami. W 2004 ukończył studia na Wydziale Aktorskim Państwowej Wyższej Szkoły Teatralnej im. Ludwika Solskiego we Wrocławiu. W latach 2004–2008 był aktorem Teatru Polskiego we Wrocławiu.

## Filmografia
- 2001: Klan jako pracownik hurtowni farmaceutycznej
- 2002: Dzień świra jako piłkarz
- 2002: Gerszom
- 2003: Po omacku jako Fotograf
- 2003: Co by tu jeszcze
- 2004: Klan jako Kacper
- 2004: Pręgi jako uczestnik prywatki u Wojciecha
- 2004: Kryminalni jako Cezary Walerczak (odc. 5)
- 2004–2006: Pierwsza miłość jako Karol Kruczek, student Akademii Medycznej we Wrocławiu, kolega Marysi Radosz
- 2004: Przecież wiesz
- 2005: Krótka histeria czasu jako Andrzej Dawid
- 2005: Fale. Wyjazd jako chłopak
- 2005: Fala zbrodni jako Bartek, chłopak Gai (odc. 46)
- 2005: Czego się boją faceci, czyli seks w mniejszym mieście jako policjant (odc. 14/Seria III)
- 2005–2006: Tango z aniołem jako Rafał Brzozowski, brat Mikołaja
- 2005: Nie śpij
- 2006: Sztuka masażu jako barman seksoholik
- 2006: Rzeźnia nr 1 jako Jarek Wojciechowski
- 2006: Kto nigdy nie żył… jako Artur
- 2006: Bezmiar sprawiedliwości jako mecenas Wiktor Danko (odc. 2)
- 2006: Bezmiar sprawiedliwości jako mecenas Wiktor Danko
- 2006: Apetyt na miłość jako Marcin Wilski, sąsiad dziewczyn
- 2007: Testosteron jako Yarek Depczak, krytyk
- 2007: Prawo miasta jako Julian Woytowicz
- 2007: PitBull jako Robert Fogiel (odc. 9)
- 2007: Nie panikuj! jako członek komisji lekarskiej
- 2007: Niania jako Robert (odc. 81)
- 2007: Jak to jest być moją matką jako taksówkarz Jurek
- 2007: Aleja gówniarzy jako Radek
- 2008: Związek na odległość jako Michał
- 2008: Trzeci oficer jako Wiesiek
- 2008: Ojciec Mateusz jako detektyw Roman Gierczak (odc. 5)
- 2008: Lejdis jako Erwin Tuszyński, grafik
- 2008: Kochaj i tańcz jako stomatolog Sławek, narzeczony Hani
- 2008: Doręczyciel jako Patryk, szef Marysi Sawickiej
- 2008–2009: 39 i pół jako Stanisław Kos
- 2009: Piotrek trzynastego jako Jeleń
- 2009: Mniejsze zło jako Andrzej, korespondent prasy szwedzkiej
- 2009: Lunatycy jako fryzjer Rafał
- 2009: I pół jako Stanisław, szef Anny
- 2009–2010: Tancerze jako Jerzy Biegacz
- 2010–2011, od 2020: Usta usta jako Piotr Nowak
- 2010: Stacja jako Jacek Wawawasz
- 2010: Mam Cię na taśmie jako dziennikarz Kwadransa Kultury
- 2010: Ciacho jako Ciasny Wiesiek
- 2010: Noc życia jako Skrzypek
- 2011: Wojna żeńsko-męska jako Pe, przyjaciel Barbary
- 2011: Wiadomości z drugiej ręki jako (2 role: Marcin Wilk; Piotr Wilczyński)
- 2011: Jak się pozbyć cellulitu jako Krystian Parzyszek
- 2011: Instynkt jako Darek Siuda (odc. 8)
- 2011: Księżycowa rzeka jako Astronauta
- 2012: Bitwa pod Wiedniem (11 Settembre 1683) jako Jerzy Franciszek Kulczycki
- 2012: Niebo jako policjant Krzysio
- 2012: Miłość jako kolega Tomka
- 2012: Hans Kloss. Stawka większa niż śmierć jako obersturmbannführer Ringle
- 2012: Dziewczyna z szafy jako Tomek
- 2012: Sygnał jako ojciec
- 2013–2014: Lekarze jako Michał Karkoszka, syn Tadeusza
- 2013: Last minute jako Tomasz
- 2013: Czas honoru jako recepcjonista Szewczuk
- 2014: Baron24 jako Staszek Rybski
- 2014: Mocna kawa wcale nie jest taka zła jako Łukasz
- 2015: Prawo Agaty jako Mirek Dąbrowa (odc. 86)
- 2015: Pakt jako Rafał, redaktor działu miejskiego Kuriera
- 2015: Ojciec Mateusz jako Stefan Wrzosek (odc. 178)
- 2015: Klub włóczykijów i tajemnica dziadka Hieronima jako Wieńczysław Nieszczególny
- 2015: 11 minut jako Hellman, mąż Anny
- 2016: Totalna harmonia jako Adam Milong
- 2016: Para nie do pary jako szef
- 2016: Ewolucja gwiazd
- 2016–2018: Druga szansa jako Grzegorz Rak, mąż Lidki
- 2017: Sztuka kochania jako urzędnik Wydziału Kultury KC PZPR
- 2017: Ja i mój tata
- 2017: Gwiazdy jako cień polskiej reprezentacji w Brazylii
- 2017: Ucho Prezesa jako Paweł (odc. 13 i 20)
- 2018: Ułaskawienie jako Egzorcysta
- 2018: Trzecia połowa jako sędzia Ślepy
- 2018: Przyjaciółki jako Kuba, kochanek Wiki
- 2018: Juliusz jako Juliusz
- 2018: Dom pełen życia jako Waldemar, przyjaciel Stefana Malinowskiego (odc. 1, 4 i 10)
- 2019: 1800 gramów jako Jacek Wysocki, brat Ewy
- 2019: Ultraviolet jako komisarz Otto Szewczyk (odc. 16)
- 2019: Pan T.
- 2019: Lepsza połowa jako „Zibi”, partner Ani
- 2019: Fighter jako pan Jerzy
- 2019: Jak poślubić milionera jako Bogusław Mitura, „król parówek”
- 2019: 39 i pół tygodnia jako Stanisław Kos
- 2020: Sprava jako Kozłowski
- 2020: W lesie dziś nie zaśnie nikt jako kierownik obozu
- 2021–2022: Kowalscy kontra Kowalscy jako Henryk Kowalski (odc. 1-44)
- 2021: Klangor jako Piotr Ryszka[4]
- 2022: Niebezpieczni dżentelmeni jako Bronisław Malinowski
- 2022: Erynie jako aspirant Wilhelm Zaremba (odc. 8)
- 2022: Powrót jako Kostek, przyjaciel Jana
- 2023: Kobieta z... jako Ignacy Wesoły
- 2024: Rozwodnicy jako Jacek Niedbalski
- 2025: Pojedynek jako Leon Sztein
- 2025: Teściowie 3 jako Marek

## Dubbing
- 2011: Happy Feet: Tupot małych stóp 2 (Happy Feet Two) jako Bill
- 2012: Sklep dla samobójców (Le Magasin des suicides) jako Wincek
- 2014: Asteriks i Obeliks: Osiedle bogów (Astérix: Le domaine des dieux) jako Asteriks
- 2014: Rechotek (Ribbit) jako Rechotek
- 2018: Mała Stopa (Smallfoot) jako Fleem
- 2018: Pułapka czasu (A Wrinkle in Time) jako Wesoły Wieszcz
- 2018: Asteriks i Obeliks: Tajemnica magicznego wywaru (Astérix: Le Secret de la potion magique) jako Asteriks

## Nagrody
- 2004 – Nagroda Urzędu Miasta za rolę Christiana w „Uroczystości” na XXII Festiwalu Szkół Teatralnych w Łodzi
- 2006 – Nagroda za rolę Bociana w przedstawieniu Mariusza Sieniewicza „Wszystkim Zygmuntom między oczy” w Teatrze Polskim we Wrocławiu na V Festiwalu Prapremier w Bydgoszczy
- 2006 – Za rolę w Rzeźni numer 1 otrzymał nagrodę w kategorii: młody aktor na Young Film Festival.

## Występy w teledyskach
- Wystąpił gościnnie w teledysku Niemy krzyk, piosenkarki Reni Jusis (2006)
- Wystąpił w teledysku Kto'a zespołu Power of Trinity (2007)
- Wystąpił w teledysku Hipster zespołu Dr Misio (2015)
- Zagrał główną rolę w teledysku Dawida Podsiadły Pastempomat (2016)
- Wystąpił w teledysku Mikromusic Tak mi się nie chce (2017)
- Zagrał główną rolę w teledysku C-Bool i Cadence XYZ Fire In My Head (2018)